# Cheti Cuo
Cheti Cuo (kinesiska: 扯体错) är en sjö i Kina. Den ligger i den autonoma regionen Tibet, i den sydvästra delen av landet, omkring 620 kilometer öster om regionhuvudstaden Lhasa. Trakten runt Cheti Cuo består i huvudsak av gräsmarker.
Genomsnittlig årsnederbörd är 621 millimeter. Den regnigaste månaden är juli, med i genomsnitt 165 mm nederbörd, och den torraste är november, med 2 mm nederbörd.